# مدير معلومات رئيسي
مدير معلومات رئيسي (بالإنجليزية:Chief knowledge officer) أو (CKO) هو دور غير محدد التعريف في بعض المنظمات التي حققت بعض الأهمية خلال التسعينيات والعقد الأول من القرن الحادي والعشرين التي تشرف على إدارة المعرفة. بشكل عام, تتضمن واجباتهم رأس المال الفكري وتنظيم حفظ المعرفة وتوزيعها في المنظمة. يتداخل المنصب أحياناً مع لقب «كبير مسؤولي المعلومات» ؛ يميل مدراء تقنية المعلومات إلى التركيز بشكل أكبر على تكنولوجيا المعلومات داخل المنظمة (أنظمة الكمبيوتر وما شابه ذلك), في حين أن مديروا المعلومات الرئيسيون لديهم المزيد من المحافظ الغامضة بما في ذلك أمور مثل الإشراف على طلبات براءات الاختراع, والتدريب الداخلي والتوثيق, وتبادل المعرفة, وتعزيز البحوث المبتكرة.
كثيرًا ما يتم تعيين مديروا المعلومات الرئيسيون بشكل مباشر من قبل الرئيس التنفيذي نظراً لمجالاتهم الواسعة, نظرًا لأن مسؤولياتهم تتخطى عمومًا الحدود التنظيمية. نتيجة لذلك, يمكن أن يختلف بالضبط ما يعمل عليه مدير معلومات رئيسي بشكل كبير من منظمة إلى أخرى.
بحلول عام 2010, أصبح الدور أقل شيوعاً, في حين أن برامج إدارة المعرفة لا تزال جزءً مهماً من الشركات والمؤسسات الأخرى, فقد أصبح المسؤول المباشر المسمى كبير مسؤولي المعرفة غير مفضل إلى حد ما.